# Hans Egede
Hans Nielsen Egede (ur. 31 stycznia?/10 lutego 1686 w Harstad, zm. 5 listopada 1758 w Falster) – norweski misjonarz luterański, nazywany Apostołem Grenlandii. Pochodził z jednej z wysp położonego na północy Norwegii archipelagu Lofotów. Usłyszał tam opowieści o zielonym lądzie, na którym osiedlali się wikingowie, z którymi kontakt został utracony wiele lat przedtem. W maju 1721 poprosił króla duńskiego Fryderyka IV o pozwolenie na założenie kolonii i misji, zakładając, że zamieszkujący Grenlandię oddalili się od chrześcijańskiej religii. Fryderyk udzielił tego zezwolenia.
Egede wylądował na zachodnim wybrzeżu Grenlandii 3 lipca 1721. Poszukiwał wioski wikingów, ale nie odnalazł żadnych potomków skandynawskich osadników. Zamiast tego spotkał Inuitów, pośród których rozpoczął działalność misyjną. Studiował język mieszkańców Grenlandii, na który przełożył chrześcijańskie teksty.

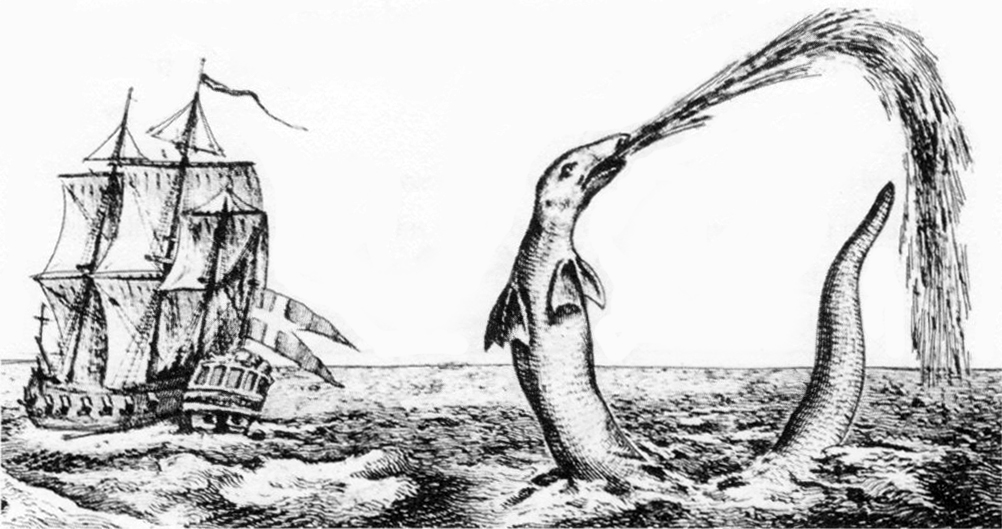
Wąż morski opisany przez Hansa Egedego.

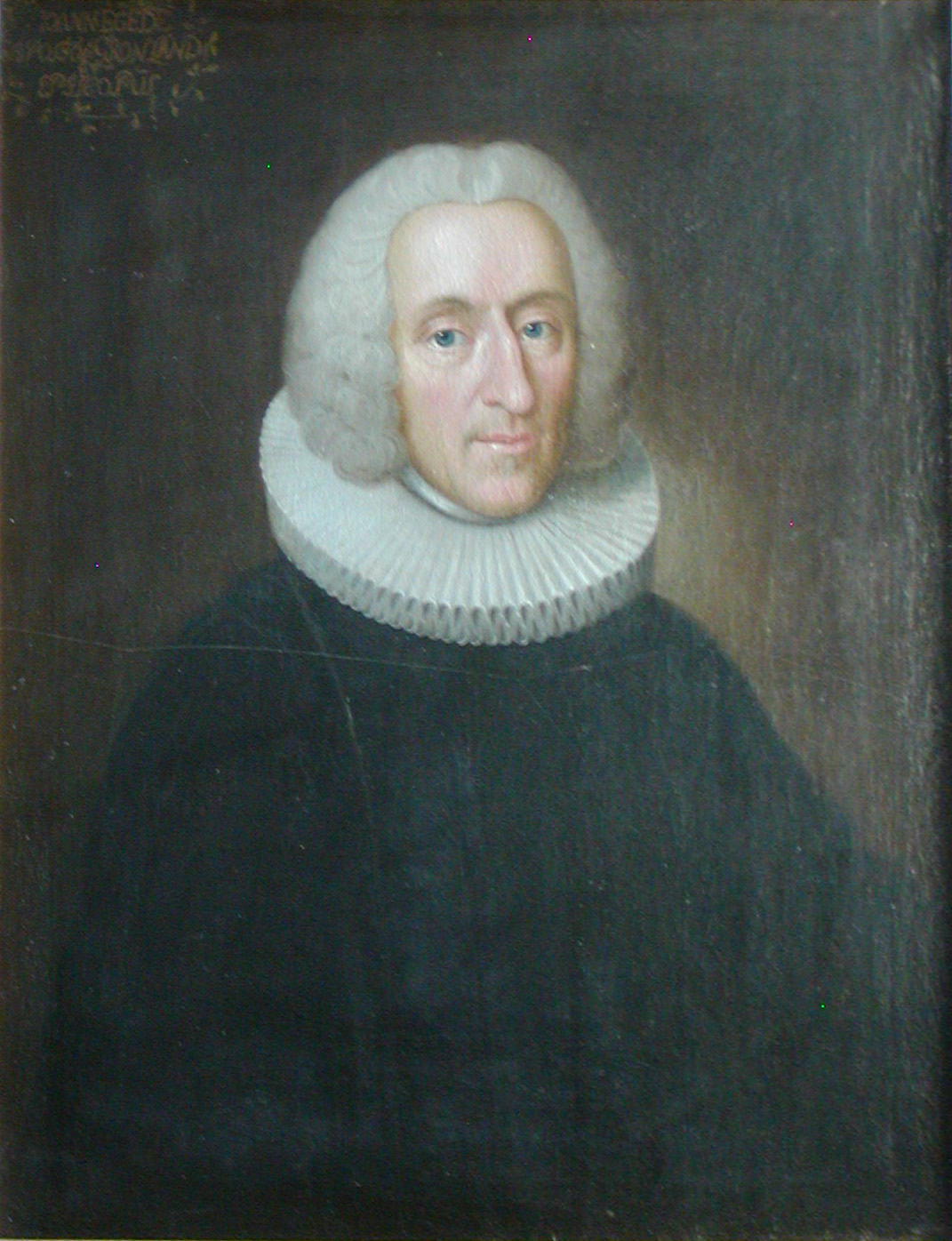
Hans Nielsen Egede

Egede założył osadę Godthåb (obecnie Nuuk), która w późniejszym czasie stała się stolicą Grenlandii. W 1724 ochrzcił pierwsze tamtejsze dziecko. Nowy król duński, Chrystian VI, wezwał do powrotu wszystkich Europejczyków z Grenlandii w 1730. Jednakże Egede pozostał, przekonany do tego przez żonę, Gertrudę. Jego książka Det gamle Grønlands nye Perlustration, którą napisał w 1729, została przetłumaczona na kilka języków.

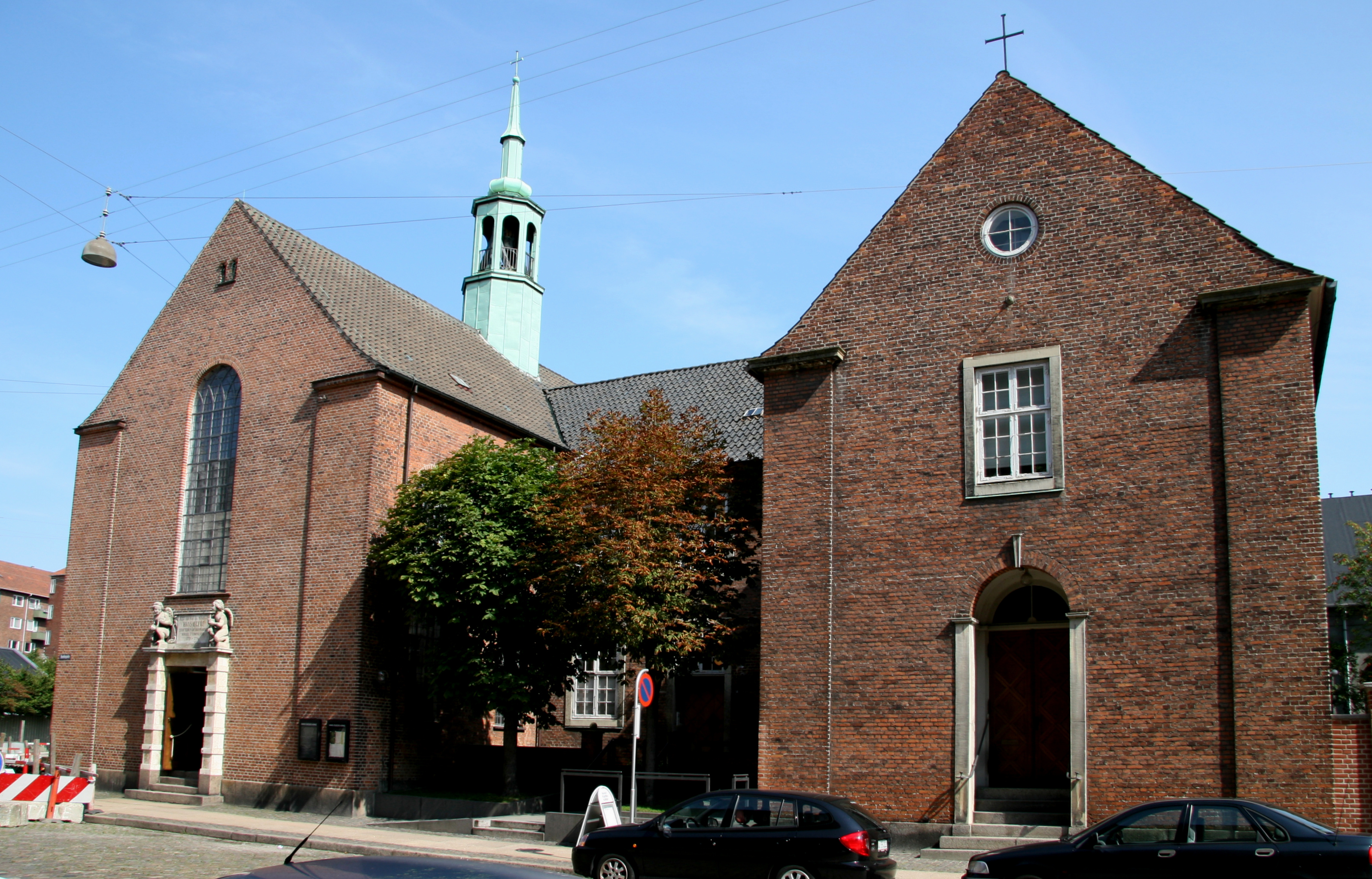
Hans Egedes Kirke Copenhagen – kościół im. Hansa Egedego w Kopenhadze

W 1734 epidemia ospy pojawiła się wśród Inuitów. Na skutek choroby w 1735 zmarła Gertruda Egede. Hans Egede zostawił swego syna Paula na Grenlandii i przybył wraz z córką i drugim synem Nielsem do Kopenhagi 9 sierpnia 1736. Pomimo tego w 1740 został biskupem Grenlandii. W 1747 napisał katechizm do użytku na Grenlandii.
Egede stał się narodowym grenlandzkim „świętym”, a miasto Aasiaat upamiętnia jego postać w duńskiej wersji swej nazwy „Egedesminde”. Zostało ono założone przez syna Hansa, Nielsa Egedego w 1759 roku na półwyspie Eqalussuit, ale przeniesione na wyspę Aasiaat w 1763. Nowa osada znalazła się na miejscu dawnej wsi inuickiej.